# Собиратели костей
«Собиратели костей» — трагедия древнегреческого драматурга Эсхила (первая половина V века до н. э.), часть тетралогии, посвящённой Одиссею. Её текст почти полностью утрачен.
Действие пьесы происходит на Итаке после того, как Одиссей расправился с женихами Пенелопы. Отцы женихов приходят к царю и требуют от него выдать тела убитых для погребения; из отцов и состоит хор трагедии. От всего текста сохранились только два небольших фрагмента. К тому же циклу принадлежали трагедии «Вызыватели душ» и «Пенелопа», а также сатировская драма «Кирка».